# Hahakigami

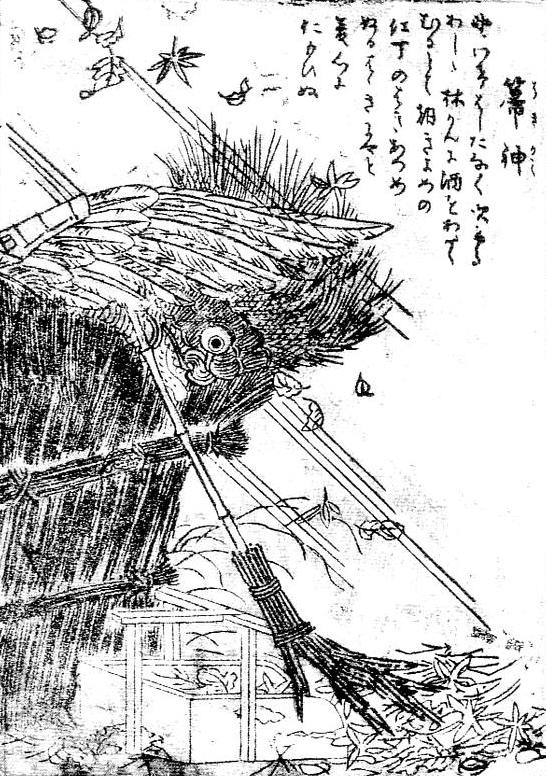
Der Hahakigami, wie er in Sekiens Gazu Hyakki Tsuretsure Bukuro erscheint.

Hahakigami (箒神; wörtlich „Reisigbesen-Gott“), auch Hōkigami genannt, ist der Name eines fiktiven Wesens des japanischen Volksglaubens. Es ist einer der wenigen Tsukumogami, die dem Menschen wohlgesinnt sind. 

## Beschreibung
Der Hahakigami wird als Reisigbesen beschrieben, der nach Ablauf von mindestens 100 Jahren eine eigene Seele erlangt – allerdings nur, wenn er gut behandelt und nur zur rituellen Reinigung in Tempeln und Schreinen verwendet wurde. Dann erwacht er zum Leben und beginnt, von selbst die geweihten Hallen und Treppen zu fegen. Er tut dies aber nur, wenn niemand hinschaut. 

## Hintergrund
Eine der frühesten Abbildungen und Beschreibungen eines Hahakigami erscheint in Toriyama Sekiens Werk Gazu Hyakki Tsuretsure Bukuro (画図百鬼徒然袋; 100 Geister im Handgepäck) aus dem Jahr 1784. Sekien merkt an, dass er nach einem heftigen Herbststurm von einem Hahakigami geträumt habe.
Spezielle Reisigbesen waren und sind in Japan nicht nur nützliche Haushaltsutensilien. Sie wurden und werden auch während alltäglicher Reinigungsrituale in Tempeln, Klöstern und Schreinen benutzt. Mit ihnen feg(t)en die Priester, Mönche und Mikos sprichwörtlich böse Geister und schlechte Energien aus den Heiligtümern. Ausgediente Ritualbesen, die sehr gut erhalten waren, wurden und werden oft und gerne als Talismane gegen böse Geister und Dämonen vor Eingängen aufgestellt.